# Insulele Fericiților

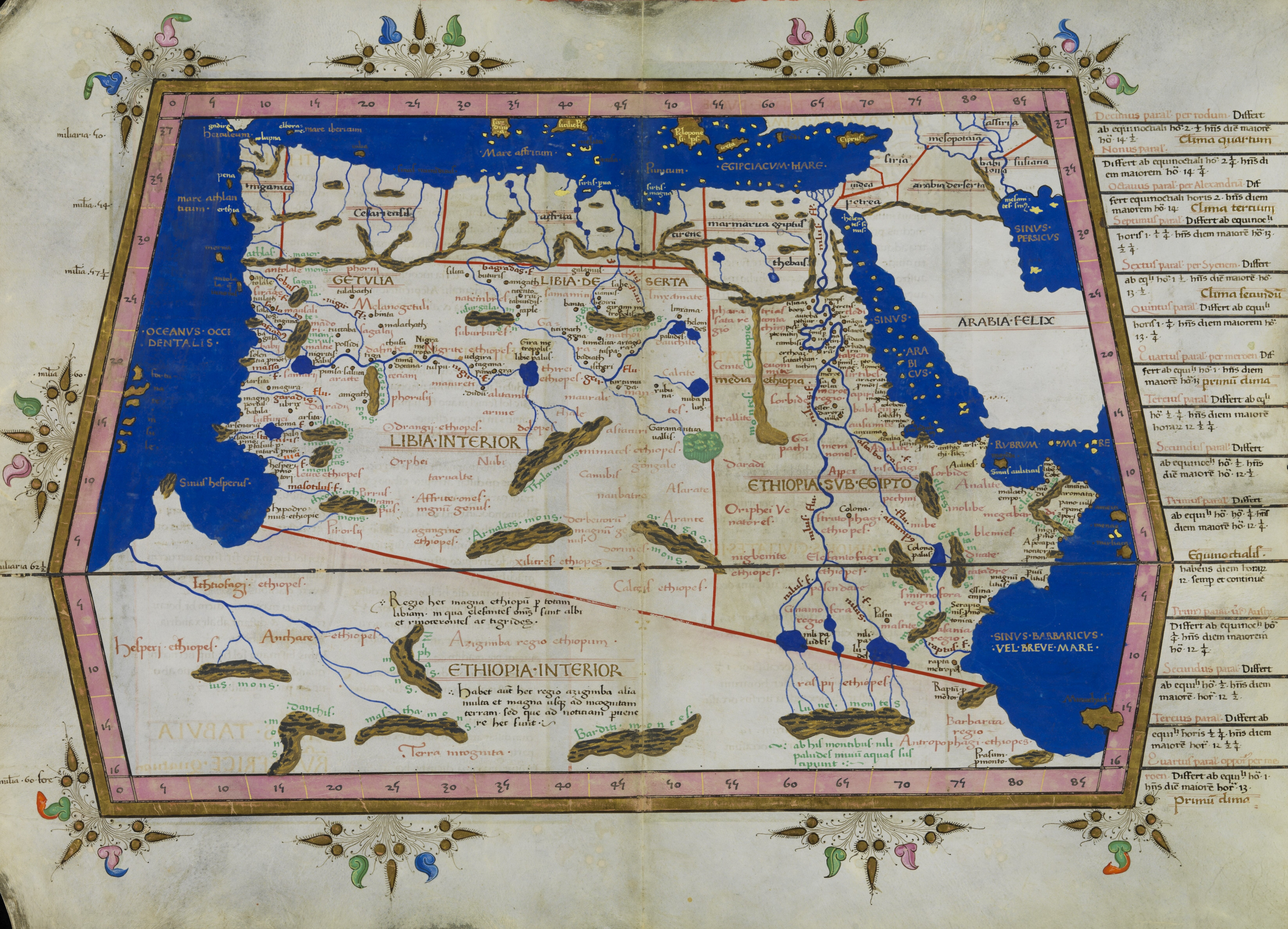
Ptolemy Cosmographia 1467 - North Africa

Insulele Fericiților sau Insulele celor binecuvântați (în greacă makárōn nêsoi) sunt insule semilegendare din Oceanul Atlantic, aflate, potrivit legendelor, la capătul extrem al lumii locuite și considerate atât un loc geografic clar definit, cât și un paradis terestru, locuit de eroii mitologiei grecești, unde iarna nu vine niciodată. Aceste insule sunt identificate uneori cu Brasil și cu alte insule din mitologia celtică, iar alteori cu insulele grecești din vestul Mediteranei: Sicilia, Insulele Eoliene, Insulele Egadi sau alte insule mai mici din vecinătatea Siciliei. Mai târziu, s-a spus că aceste insule s-ar afla în Oceanul Atlantic, iar unii autori au menționat uneori Madeira, Insulele Canare, Insulele Azore, Capul Verde, Bermuda și Antilele Mici ca potriviri posibile.

## Legendă
Potrivit mitologiei grecești, insulele erau rezervate celor care au fost aleși să se reîncarneze de trei ori și care au fost considerați destul de puri pentru a putea fi primiți de trei ori în Câmpiile Elizee. O caracteristică a Insulelor Fericiților este legătura cu zeul Cronos; cultul lui Cronos s-a răspândit mult în Sicilia, în special în zona din apropierea orașului Agrigento și în unele zone asociate cu cultul zeului fenician Baal.

## Relatări
Viața Apollonius din Tyana (v.2) a lui Flavius Filostrat spune: „Și ei spun, de asemenea, că Insulele Fericiților trebuie să fie mărginite de limitele Libiei unde se înalță către promontoriul nelocuit”. În această geografie, s-a considerat că Libia se extinde spre vest prin Mauretania „până la gura râului Salex, la aproximativ nouă sute de stadii, și dincolo de acel punct la o distanță suplimentară pe care nimeni nu o poate calcula, pentru că atunci când ai traversat acest râu Libia este deșert care nu mai poate întreține o populație”.
Plutarh, care se referă de mai multe ori la „Insulele Fericiților” în scrierile sale, le localizează ferm în Oceanul Atlantic în vita lui Sertorius. În timpul războiului civil haotic din ultimii ai ai Republicii Romane, generalul Quintus Sertorius (c. 123 - 72 î.Hr.) a primit vești de la marinari cu privire la existența anumitor insule, la o distanță de câteva zile de navigație de Hispania:
| “ | ...unde aerul nu avea niciodată temperaturi extreme, iar, în loc de ploaie, curgea puțină rouă argintie, care de la sine și fără efort ofereau locuitorilor fericiți toate fructele plăcute, până când a început să i se pară că acestea nu pot fi altele decât Insulele Fericiților, Câmpiile Elizee. | ” |

Sertorius a aflat de la marinari informații atât de fermecătoare, încât a devenit ambiția vieții sale să găsească acele insule și să se retragă acolo.
| “ | Se spune că insulele, în număr de două, sunt separate de o strâmtoare foarte îngustă și se află la aproximativ 2.000 km de Africa. Ele sunt numite Insulele Fericiților. [...] Mai mult decât atât, predomină pe insule un aer care este aducător de sănătate, datorită climatului și a schimbărilor moderate ale anotimpurilor. Vânturile din nord și din est care bat din partea noastră a lumii se scufundă într-un spațiu fără margini și, datorită distanței, se împrăștie și își pierd puterea înainte de a ajunge pe insule, în timp ce vânturile din sud și din vest care înconjoară insulele aduc uneori ploi blânde și intermitente, dar de obicei brizele umede răcoresc și hrănesc ușor solul. Prin urmare, o credință fermă și-a croit drumul, chiar și în mintea barbarilor, că aici sunt Câmpiile Elizee și locul de trai al celor fericiți pe care Homer îl cânta. | ” |

Plinius cel Bătrân adaugă în Naturalis Historia că insulele „abundă în fructe și păsări de toate felurile”, dar și detaliul neașteptat că „aceste insule sunt totuși foarte deranjate de trupurile în putrefacție ale monștrilor pe care marea le aduce în mod constant pe țărm”.
Insulele sunt menționate în Cartea a II-a a Istoriei adevărate a scriitorului satiric grec Lucian din Samosata. Autorul se distrează pe seama eroilor care locuiau acolo, relatând conflictele lor minore prezentate în fața judecătorului Radamant. El face o serie de observații cu privire la modul în care locuitorii de acolo își petrec timpul, folosind fiecare ocazie pentru a satiriza atât viața contemporană, cât și mitologia greacă.
Ptolemeu a folosit aceste insule ca referință pentru măsurarea longitudinii geografice, iar ele au continuat să îndeplinească rolul de a defini meridianul primar în Evul Mediu. Geografia modernă numește aceste insule Macaronezia.
Lucio Russo prezintă în L'America dimenticata ipoteza îndrăzneață (susținută prin metode statistice) că Insulele Fericiților erau de fapt Antilele Mici și că astronomul grec Hiparh cunoștea longitudinea lor cu o precizie remarcabilă.